# Ай Вейвей
Ай Вейвей (англ. Ai Weiwei; кит.: 艾未未; 28 серпня 1957, Пекін) — китайський представник сучасного мистецтва, художник, скульптор, фотограф та громадський активіст. Відомий, зокрема, своєю відкритою критикою китайського уряду стосовно дотримання прав людини, за що зазнавав переслідувань. Провадив дослідження корупції в уряді, зокрема розслідував шкоду, завдану корупцією при будівництві шкіл у Сичуані, коли під час землетрусу 12 травня 2008 року зруйнувалися так звані tofu-dreg школи, збудовані для простих людей, що викликало хвилю протестів згорьованих батьків, чиї діти загинули. В 2011 році Ай Вейвей був заарештований в Столичному аеропорту Пекіна і був затриманий на 81 день без жодних висунутих офіційних звинувачень.

## Біографія
Ай Вейвей народився в Пекіні як син китайського опозиційного поета Ай Цін (англ. Ai Qing, в оригіналі Jiang (蔣)). У 1958 році його сім'ю за критику комуністичного режиму з однорічним на той час Ай було заслано до трудового табору в провінцію в Північному Китаї (Beidahuang, Хейлунцзян). Згодом, у 1961 році, вони були заслані в Шихезі в Сіньцзян-Уйгурському автономному районі, Маньчжурія, де жили 16 років.

## Життя в Америці
Від 1978 року навчався в Пекінській кіноакадемії разом з режисерами Чень Кайге та Чжан Їмоу. В тому ж 1978 році був одним з засновників мистецької групи «Зірки», разом з Ma Desheng, Wang Keping, Huang Rui, Li Shuang, Ah Cheng та Qu Leilei. Група розпалася в 1983, але Ай Вевей продовжував брати участь в регулярних шоу групи Зірки, а також в ретроспективній виставці в Пекіні у 2007 році «Походження бачення». Між 1981 та 1993 проживав в США, перші декілька років жив у Філадельфії й Сан Франциско. Вивчав англійську мову в університеті Пенсильванії і в Каліфорнійському університеті Берклі. Потім переїхав в Нью-Йорк, де недовго навчався в Школі дизайну Парсонс. Ай прослухав курси Ліги студентів-художників у Нью-Йорку в 1993—1996 рр., де вчився разом з Брюсом Дофманом, Кноксом Мартіном і Річардом Поусет-Дартом. Він пізніше кинув школу, і жив, малюючи портрети на вулиці й за випадкові підробітки. В цей період часу Ай Вейвей під впливом Марселя Дюшана, Андрія Ворхоли та Джаспера Джонса почав створювати концептуальне мистецтво видозмінюючи «готові об'єкти».
Під час проживання в Нью-Йорку, відвідуючи поетичні зустрічі, Ай Вейвей подружився з поетом-бітником Аланом Гінзбергом, який прочитав на одній з них декілька поем про Китай. Гінзберг поїхав до Китаю, де зустрівся з батьком Ай, поетом Ай Ціном і став його другом.
10 років живучи в Іст-Віледжі, Манхеттен, Нью-Йорк, Ай Вейвей не розставався з фотоапаратом, в результаті вибрана колекція стала відомою як Нью-Йоркські фотографії.
В той самий час Ай Вейвей пристрасно захоплюється грою в карти блекджек і є частим відвідувачем казино в Атлантік-Сіті.
Він все ще розглядається в азартних іграх як найвищий професійний блекджек-гравець відповідно до статті, опублікованої на сайті blackjackchamp.com.

## Повернення до Китаю
1993 року повернувся до Пекіна через хворобу батька.
У Пекіні він допомагає встановитися авангардній мистецькій комуні Beijing East Village, а також видає трилогію книг з китайським куратором Фенг Бої (Feng Boyi): Книга з чорною обкладинкою (1994 р.), Книга з білою обкладинкою(1995 р.), Книга з сірою обкладинкою(1997 р.).
В 1999 році Ай Вейвей переїхав на північний схід Пекіна в район Caochangdi, який має дуже драматичну історію і постраждав під час створення колгоспів після Культурної революції (Великої пролетарської революції) і побудував будинок — мистецьку студію, його перший сільськогосподарський проєкт. Згідно зі своїм інтересом до архітектури у 2003 році він заснував студію FAKE Design. У 2000 році він один з кураторів мистецької виставки «Fuck off» разом з Фенг Бої, Шанхай.
Ай пошлюбив акторку Лі Квінг і має сина з позашлюбних відносин.

## Політична активність і контраверсії

### Інтернет діяльність
У 2005 році Ай Вейвей був запрошений до блогерської діяльності на найбільшій платформі в Китаї Sina Weibo. Він запостив свій перший блог 19 листопада. За 4 роки він запустив «стійкий потік крихітних соціальних коментарів, критики державної політики, думок про мистецтво та архітектуру, автобіографічні твори». Блог був закритий 28 травня 2009 року. Після цього Ай Вейвей щодня 8 годин постить на Twitter платформі. Переважно він писав китайською, використовуючи акаунт @aiww. 31 грудня 2013 року Ай оголосив, що він більше не буде твітити, але акаунт нагадував про себе ретвітами й інстаграмними постами.
Ай Вейвей підтримував міжнародну петицію про амністію іранського кінорежисера Хосейна Райябйана (Hossein Rajabian) і його брата, музиканта Мегді Раджабяна (Mehdi Rajabian) і постив новини на Твіттері.

## Творчість
У своїх роботах Ай Вейвей коментує значні зміни в китайському суспільстві через економічний підйом. Ай Вейвей консультував швейцарське архітектурне бюро Herzog & de Meuron Architekten для створення Пекінського національного стадіону для Олімпійських ігор 2008 року.

## Премії
- 2012, Премія Вацлава Гавела за творчий протест[en]
- 2011, почесний член Королівської академії мистецтв
- На честь художника названо астероїд 83598 Айвейвей